# クロオビキッズ
『クロオビキッズ』（原題: 3 Ninjas）は、1992年製作のジョン・タートルトーブ監督によるアメリカ合衆国・日本のファミリー・アクション・アドベンチャー映画。続編が3本作られた。 この映画は日本人の祖父から武道を学ぶ3人の兄弟を描いている。
日本で劇場公開された。続編3作は日本ではビデオスルーとなった。

## キャスト
| 役名                             | 俳優                           | 日本語吹替 |
| -------------------------------- | ------------------------------ | ---------- |
| モリ・タナカ                     | ヴィクター・ウォン             | 辻村真人   |
| サミュエル・“ロッキー”・ダグラス | マイケル・トレーナー           |            |
| ジェフリー・“コルト”・ダグラス   | マックス・エリオット・スレイド |            |
| マイケル・“タムタム”・ダグラス   | チャド・パワー                 |            |
| ヒューゴ・スナイダー             | ランド・キングスレー           | 大友龍三郎 |
| サム・ダグラス                   | アラン・マクレー               | 田原アルノ |
| ジェシカ・ダグラス               | マルガリータ・フランコ         | 土井美加   |
| エミリー                         | ケイト・サージェント           |            |
| ラシュモア                       | プロフェッサー・タナカ         |            |
| ブラウン                         | ジョエル・スウェトウ           | 納谷六朗   |
| フェスター                       | パトリック・ラビオートゥー     | 辻親八     |
| マーカス                         | ランス・ネルソン               | 立木文彦   |
| ハマー                           | D・J・ハーダー                 |            |